# Pedaria criberrima
Pedaria criberrima là một loài bọ cánh cứng trong họ Bọ hung (Scarabaeidae).